# Kiskorpád
Kiskorpád község Somogy vármegyében, a Kaposvári járásban.

## Fekvése
A vármegye középső részén fekszik, a megyeszékhely Kaposvártól 14 kilométerre nyugatra.
A közvetlenül határos települések: észak felől Somogysárd, kelet felől Kaposfő, délkelet felől Kisasszond, dél felől Gige, délnyugat felől Csököly, nyugat felől Jákó és Nagybajom, északnyugat felől pedig Pálmajor.

### Megközelítése
Legfontosabb közúti megközelítési útvonala a Dunaföldvár-Kaposvár-Nagykanizsa közti 61-es főút, ezen érhető el keleti és nyugati irányból is. Gigével a 6617-es, Somogysárddal a 6702-es út köti össze.
A hazai vasútvonalak közül a Dombóvár–Gyékényes-vasútvonal érinti, melynek egy megállási pontja van a határai között: Kiskorpád vasútállomás a belterület déli szélén helyezkedik el, közúti elérését a 61-es és a 6702-es utak keresztezésétől dél felé kiágazó 66 324-es számú mellékút biztosítja.

## Története
Nevét Villa Curpad alakban írva említi először egy 1324-es oklevél. A néhány évvel későbbi pápai tizedjegyzék már helyi plébániáról tett említést. A település több török adólajstromban is szerepel. A 18. század elején Pusztakorpádként említik, a század második felében már jobbágyfalu. Főbb birtokosai a Sárközy, Visy és Tallián családok voltak. Késő barokk református temploma a 18. század végén épült. Sárközy vendége volt a községben Csokonai Vitéz Mihály, amikor 1798-99-ben Somogyban tartózkodott. Több verse is itt született. 20. század eleji források említést tesznek gőzmalomról, cement- és cserépgyárról. Ugyanekkor Makfalvay Gézának, Kapotsfy Jenő vármegyei főispánnak és Zoltán Józsefnek volt itt nagyobb birtoka és mindegyiknek csinos úrilaka.

## Közélete

### Polgármesterei
- 1990–1994: Pikler József (független)[5]
- 1994–1998: Pikler József (független)[6]
- 1998–2002: Pikler József (független)[7]
- 2002–2006: Pikler József (független)[8]
- 2006–2010: Pikler József (független)[9]
- 2010–2014: Pikler József (független)[10]
- 2014–2019: Epstein Ferenc (független)[11]
- 2019–2024: Szilvási Anita (független)[12]
- 2024– : Knoch János (független)[1]

## Népesség
A település népességének változása:
| Lakosok száma | 914  | 895  | 893  | 890  | 870  | 859  | 838  |
|               | 2013 | 2014 | 2015 | 2021 | 2022 | 2023 | 2024 |

A 2011-es népszámlálás során a lakosok 92,9%-a magyarnak, 6,9% cigánynak, 0,4% horvátnak, 1,5% németnek, 0,3% románnak, 0,3% szerbnek mondta magát. A kettős identitások miatt a végösszeg nagyobb lehet 100%-nál. A vallási megoszlás a következő volt: római katolikus 61,1%, református 9,7%, evangélikus 2,5%, izraelita 0,2%, felekezet nélküli 12,9%, továbbá 13% nem nyilatkozott.
2022-ben a lakosság 88,7%-a vallotta magát magyarnak, 9,8% cigánynak, 1,1% németnek, 0,1% horvátnak, 0,1% lengyelnek, 1,1% egyéb, nem hazai nemzetiségűnek (11% nem nyilatkozott; a kettős identitások miatt a végösszeg nagyobb lehet 100%-nál). Vallásuk szerint 42% volt római katolikus, 7,6% református, 2,4% evangélikus, 0,1% görög katolikus, 0,3% egyéb keresztény, 3,6% egyéb katolikus, 8,2% felekezeten kívüli (35,7% nem válaszolt).

## Nevezetességei
Késő barokk református temploma 1789-ben épült, különlegessége, hogy az épület háromszögletű alaprajzú. A település másik építészeti értéke a 120 éves Kapotsfy-kápolna, ami még 2012 elején is egy elkerített területen belül omladozott, azonban később felújították, az újraszentelésre 2017-ben került sor.
Kiskorpád arról is nevezetes, hogy mellette ered több ágból a Kapos folyó, amelynek kezdeti szakaszán több tavat is kialakítottak, az úgynevezett Szigetes-tó a horgászok kedvelt célpontja.

## Híres emberek
- Itt született 1884. június 3-án Kozma Lajos építész, iparművész, grafikus.
- Itt született 1955-ben Hóvári János magyar történész, turkológus, diplomata.

## Érdekességek
- A település különböző külső és belső helyszínein, köztük a vasútállomáson forgatták a Szevasz, Vera! című játékfilm számos jelenetét.